# Vasilij Karasjov
Vasilij Nikolajevič Karasjov (rus. Василий Николаевич Карасёв) (Petrograd, 14. travnja 1971.) je bivši ruski košarkaš, ruski i sovjetski reprezentativac. Igrao je na mjestu beka. Visine je 194 cm. Igrao je u Euroligi sezone 1998./99. za ruski klub CSKA iz Moskve.